# 戈布爾斯 (密歇根州)
戈布爾斯（英語：Gobles）是一個位於美國密歇根州范布倫縣的城市。

## 人口
根據2020年美國人口普查的數據，戈布爾斯的面積為2.68平方千米，當中陸地面積為2.68平方千米，而水域面積為0.00平方千米。當地共有人口851人，而人口密度為每平方千米318人。

## 历史
1864 年至 1865 年，约翰·高布尔 （John Goble） 在这个地方建造了一家酒店。